# Première Nation de Kluane
La Première Nation de Kluane est une Première Nation dont le siège se trouve dans le territoire du Yukon, au Canada, précisément à Burwash Landing, le long de la route de l'Alaska et sur les rives du lac Kluane, le plus grand lac du territoire. Les membres de la Première Nation sont des Tutchones du Sud et leur langue maternelle est le tutchone du Sud. L'endonyme de la Première Nation est Lù'àn Män Ku Dän ou Lù'àn Mun Ku Dän (le « peuple du lac Kluane »), en l'honneur du grand lac adjacent.
Le peuple de la Première Nation Kluane occupe un territoire traditionnel qui s'étend des monts St. Elias au sud, délimité à l'est par l'extrémité sud du lac Kluane et par l'ancienne rivière Slims (ou A'ay Chu), par la chaîne Ruby au nord, s'étendant presque jusqu'à la rivière Nisling, et à l'ouest par la frontière de l'Alaska. Elle comprend la région Tachal du parc national et réserve de parc national de Kluane.
Bien que la plupart des membres de la Première Nation soient des Tutchones du Sud, certains sont Tlingits, Haut-Tananas ou Tutchones du Nord. Les membres de la Première Nation sont divisés en deux clans matrilinéaires, celui des loups et celui des corbeaux. La Première Nation compte en 2022, un total de 176 membres.
La Première Nation de Kluane est une Première Nation autonome bénéficiant d'un accord définitif sur ses revendications territoriales protégé par la Constitution et un accord sur son autonomie gouvernementale. Ces ententes ont été signées en octobre 2003 entre le gouvernement du Canada, le gouvernement du Yukon et la Première Nation de Kluane.